# Michael Sachs (Politiker)
Michael Sachs (* 4. September 1947 in Coburg; † 25. Juli 2021 in Hamburg) war ein deutscher Politiker der SPD. Er war von 2011 bis 2015 als politischer Beamter Staatsrat in der Behörde für Stadtentwicklung und Umwelt der Freien und Hansestadt Hamburg.

## Leben

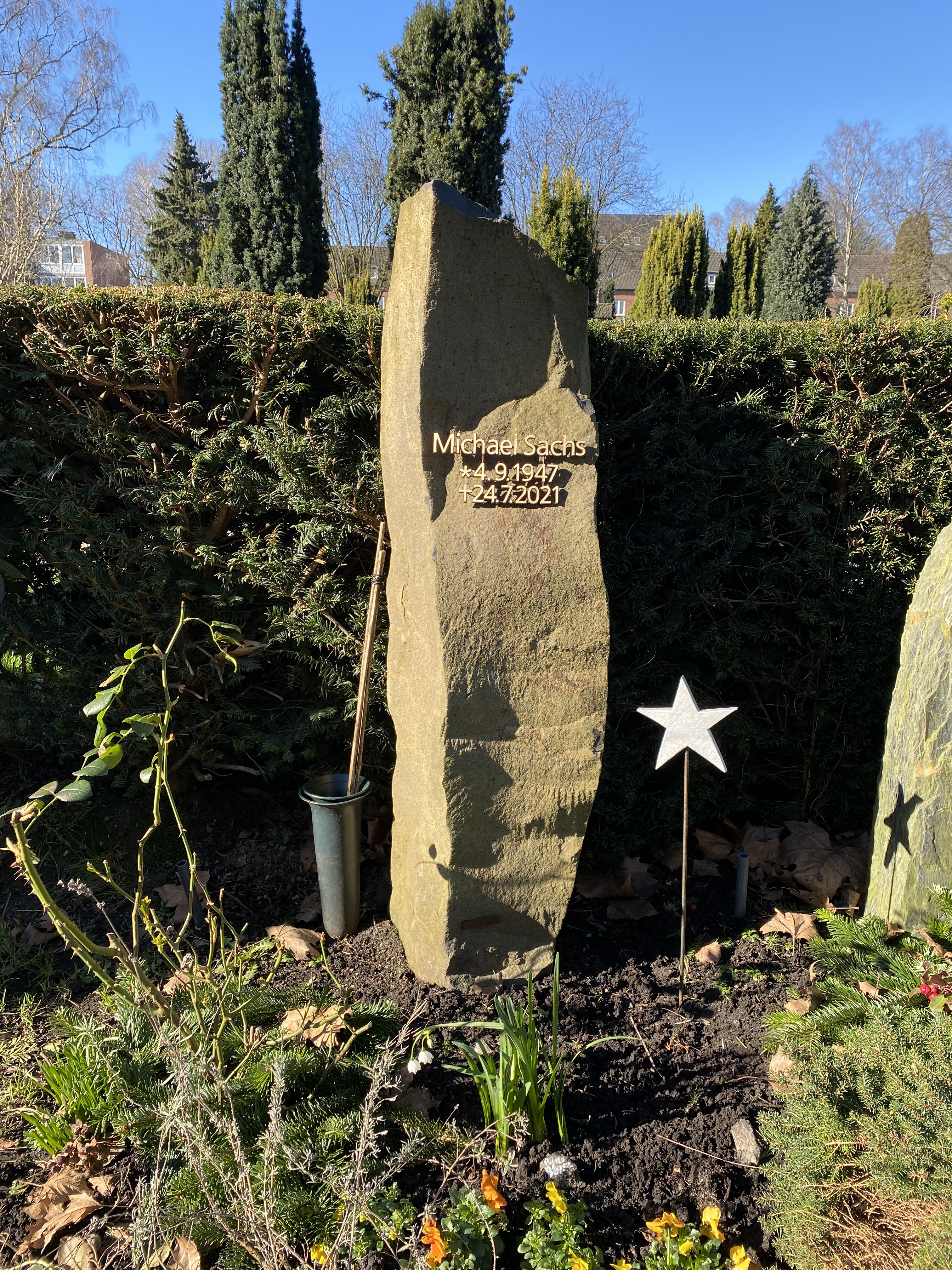
Grabstätte auf dem Friedhof Bernadottestraße

Michael Sachs studierte Soziologie, Geschichte und Germanistik. Er war SPD-Distriktsvorsitzender von Hamburg-Ottensen, von 1978 bis 1986 Abgeordneter der Hamburgischen Bürgerschaft und dort zeitweise baupolitischer Sprecher der SPD-Fraktion.
Von 1989 bis 1992 war er Geschäftsführer der WVN Wohnungsverwaltung Nord, von 1992 bis 1995 Berater zur Entwicklung einer unternehmerischen Wohnungswirtschaft in Russland. Anschließend war er bis 2009 Geschäftsführer/Vorstand der städtischen Wohnungsgesellschaft SAGA GWG in Hamburg. Von 2010 bis 2011 war er Wohnungsbaukoordinator und von 2011 bis 2015 Staatsrat in der Behörde für Stadtentwicklung und Umwelt (BSU) der Freien und Hansestadt Hamburg, mit dem Zuständigkeitsbereich für Stadtentwicklung.
Von Juni 2015 bis August 2019 war Sachs Aufsichtsratsvorsitzender der Berliner Wohnungsbaugesellschaft Gewobag.
Sachs starb nach längerer Krankheit im Alter von 73 Jahren. Er war verheiratet und hatte einen Sohn und eine Tochter. Seine letzte Ruhestätte erhielt er auf dem Hamburger Friedhof Bernadottestraße.